# Geografia di Bolzano
La città di Bolzano è situata in una conca nelle Alpi Orientali al centro dell'Alto Adige di cui è capoluogo. Dal punto di vista idrogeografico si trova nella parte meridionale delle Alpi, inclusa nella regione fisica italiana. È il capoluogo di provincia più settentrionale d'Italia.

## Dimensioni

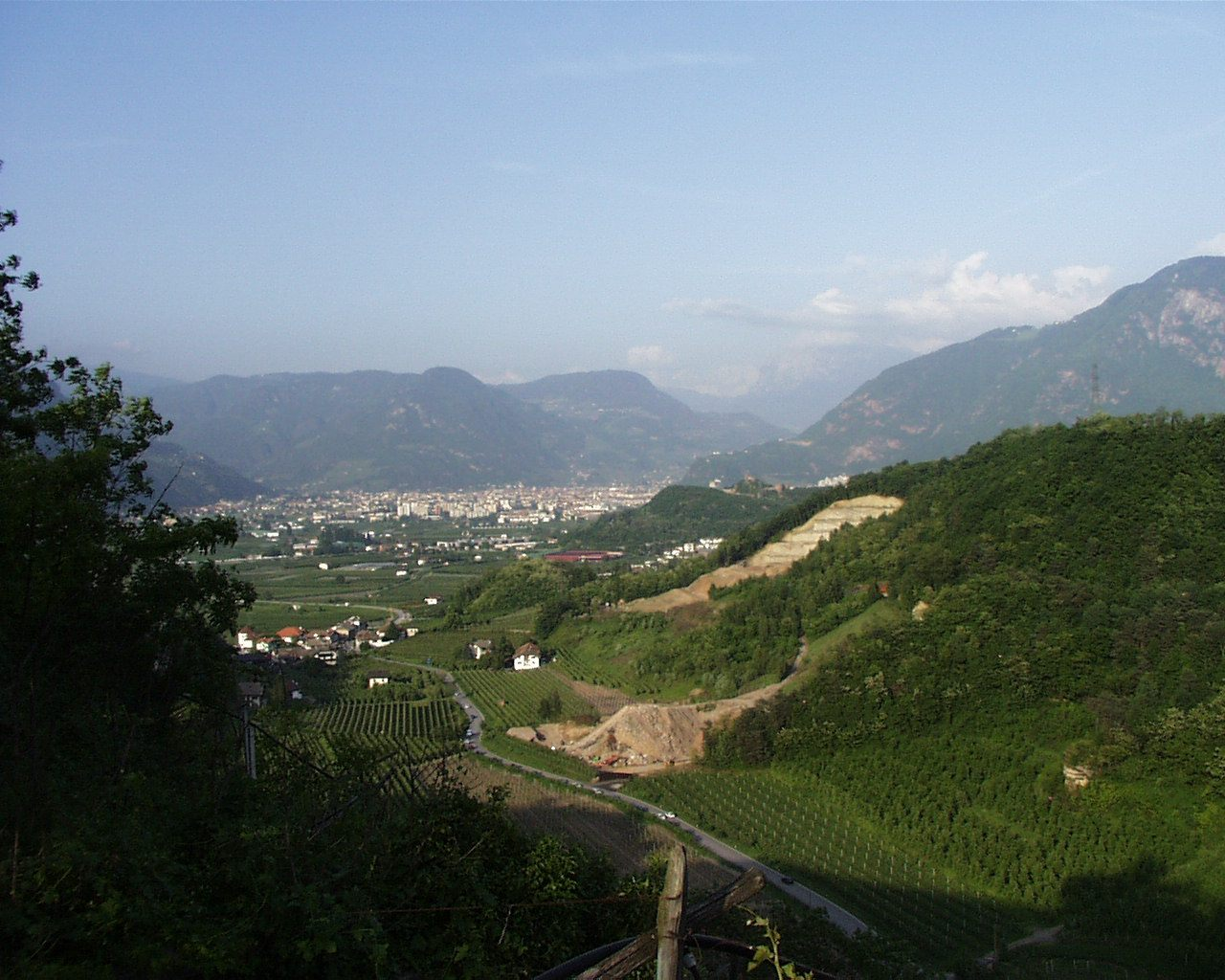
La conca di Bolzano vista da Appiano

La superficie comunale è di 52,34 km² (lo 0,7% del territorio altoatesino) con una superficie di densità di circa 1.800 ab./km², l'area urbanizzata ha un'ampia superficie di 28 km² e perciò la densità reale corrisponde a circa 3.500 ab./km², nonostante sia noto che in alcune aree questa superi i 16.000 ab./km² (circoscrizione Europa-Novacella). La città è estremamente compatta, tuttavia l'area urbana esce dai confini comunali e continua nell'attiguo comune di Laives.

## Posizione

Bolzano in Alto Adige

Le coordinate della città sono: 46° 30′ 0′′ N e 11° 21′ 0′′ E, è dunque il capoluogo di provincia più settentrionale d'Italia. La città è posizionata al centro delle Alpi. Il centro urbano è costituito nel fondovalle e su alcuni pendii. La conca bolzanina è di origine glaciale e in seguito alluvionale con l'azione dei fiumi Isarco, Adige e Talvera. La città è dunque posta all'incontro fra la valle dell'Isarco, quella dell'Adige e della Val Sarentino (Talvera). Il territorio comunale è attraversato da tutti e tre i fiumi citati.

## Altitudine

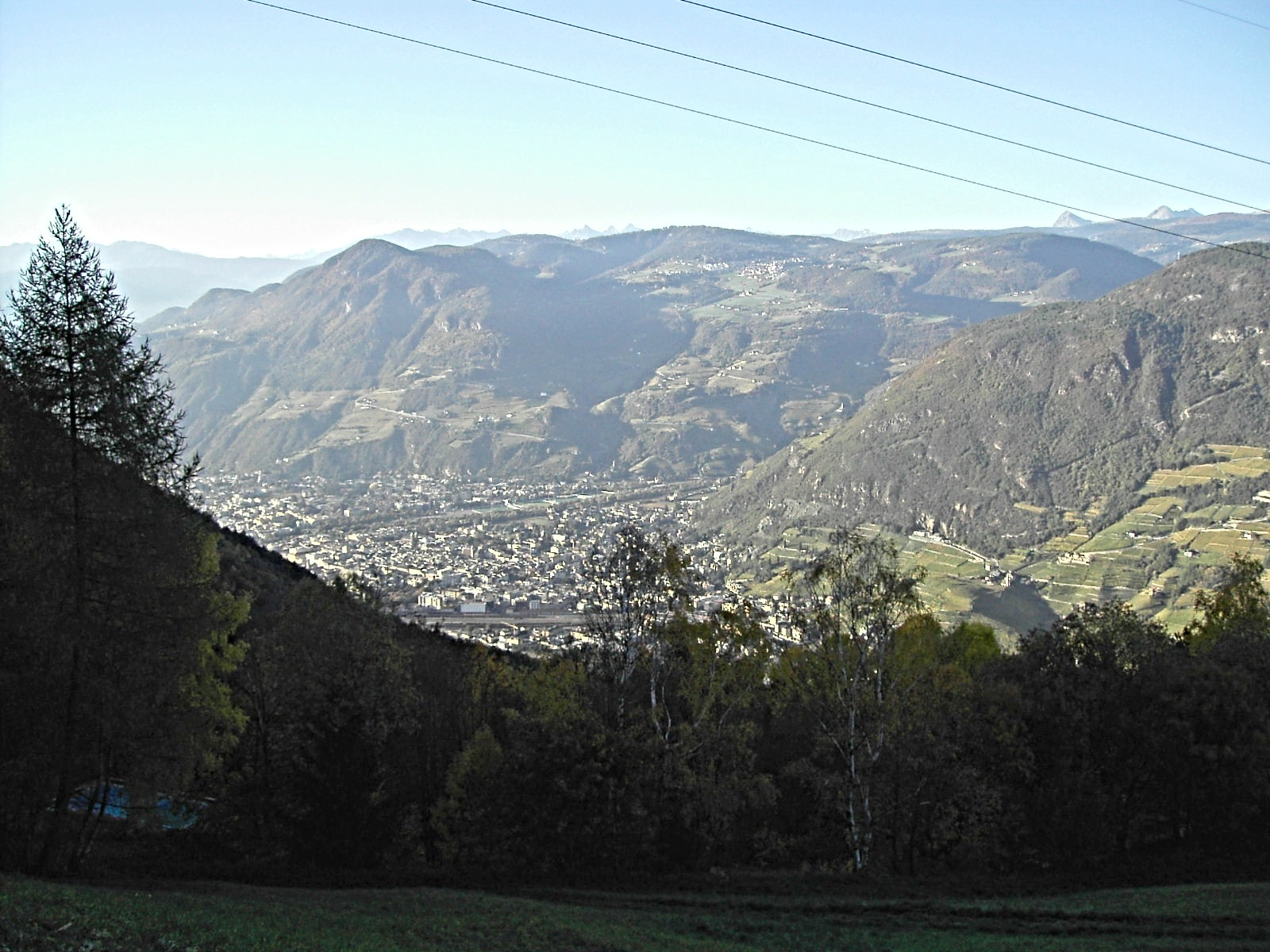
Bolzano vista dal Colle (Kohlern)

Il territorio comunale varia da un'altitudine minima di 232 ad una massima di 1.616, metri s.l.m., mentre il centro della città si trova ad un'altitudine di 262 m s.l.m. Il fondovalle è in maggioranza urbanizzato con qualche eccezione ai confini meridionali e occidentali dove sopravvive una piccola area a campagna, i pendii e le zone pedemontane sono in gran parte coltivati a vigneti o sono destinati a passeggiata e sono presenti piccoli quartieri storici, con l'eccezione della zona pedemontana di Aslago che è fortemente urbanizzata e nella quale si trovano edifici posti molte decine di metri al di sopra dell'altitudine del fondovalle che si aggira tra i 230 e i 270 metri. La zona montagnosa che appartiene al comune è quasi totalmente disabitata e le zone edificate non sono vere zone urbanizzate.

### Zone altimetriche di Bolzano
Qui di seguito sono riportate alcune altitudini del territorio bolzanino (dati in metri s.l.m.):
- Campofranco (punto minimo e meridionale): 232 m
- Camponuovo (punta occidentale): 242 m
- Don Bosco (piazza S.G. Bosco): 246 m
- Quartiere Novacella: 254 m
- Centro: 262 m
- Gries (piazza Gries): 268 m
- Ponte Talvera: 275 m
- Aslago: 305 m
- Rencio: 305 m
- Castel Firmiano: 339 m

- Castel Roncolo: 361 m

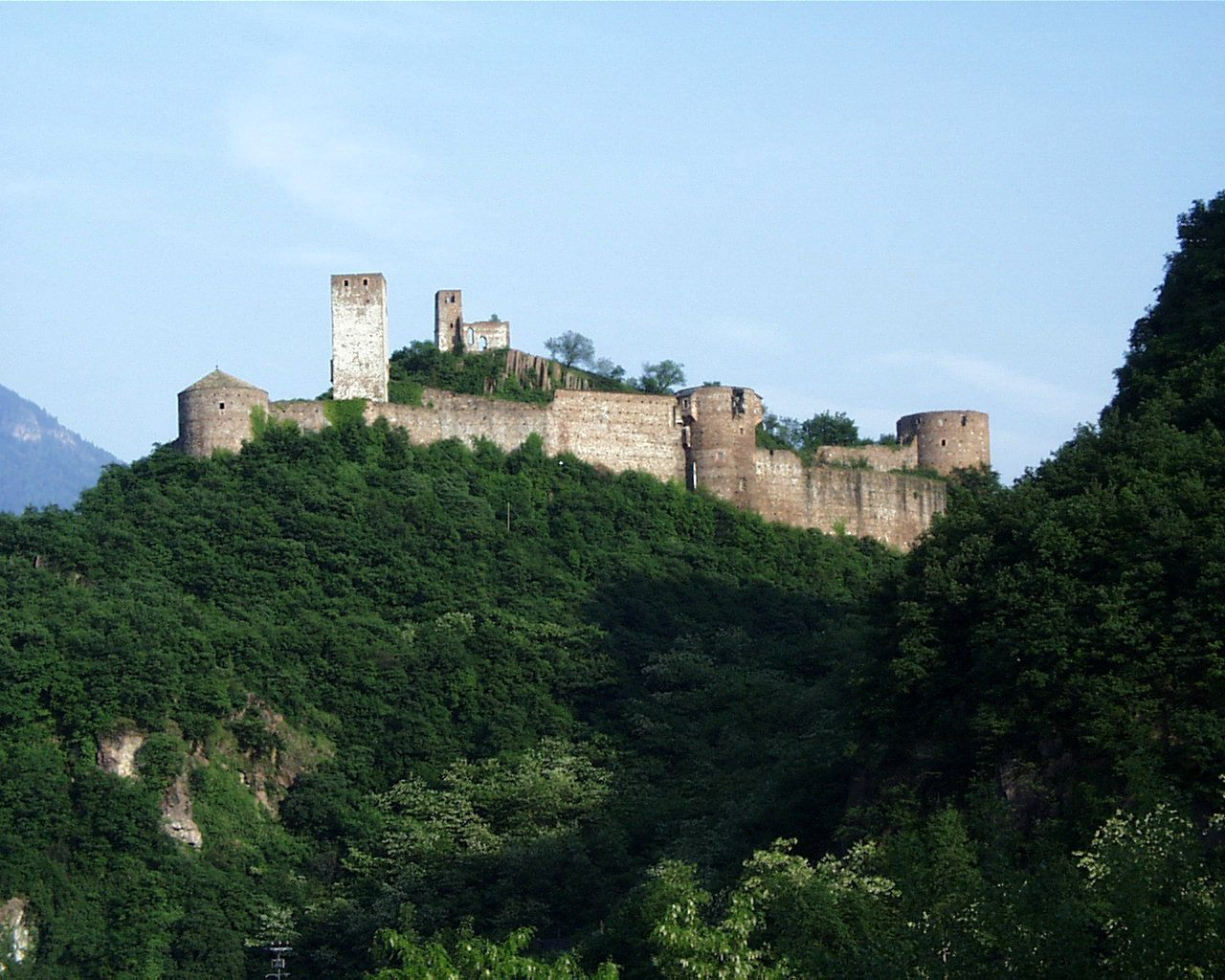
La rupe di Castel Firmiano

- Hahn (punta orientale, imbocco valle dell'Isarco): 404 m
- Virgolo: 453 m
- San Giorgio: 593 m
- Castel Rafenstein (punta settentrionale): 690 m
- Bagni S. Isidoro presso Campegno: 860 m
- Colle dei Contadini: 1.136 m
- Colle dei Signori: 1.197 m
- Monte Pozza (punto massimo): 1.616 m

## Geologia

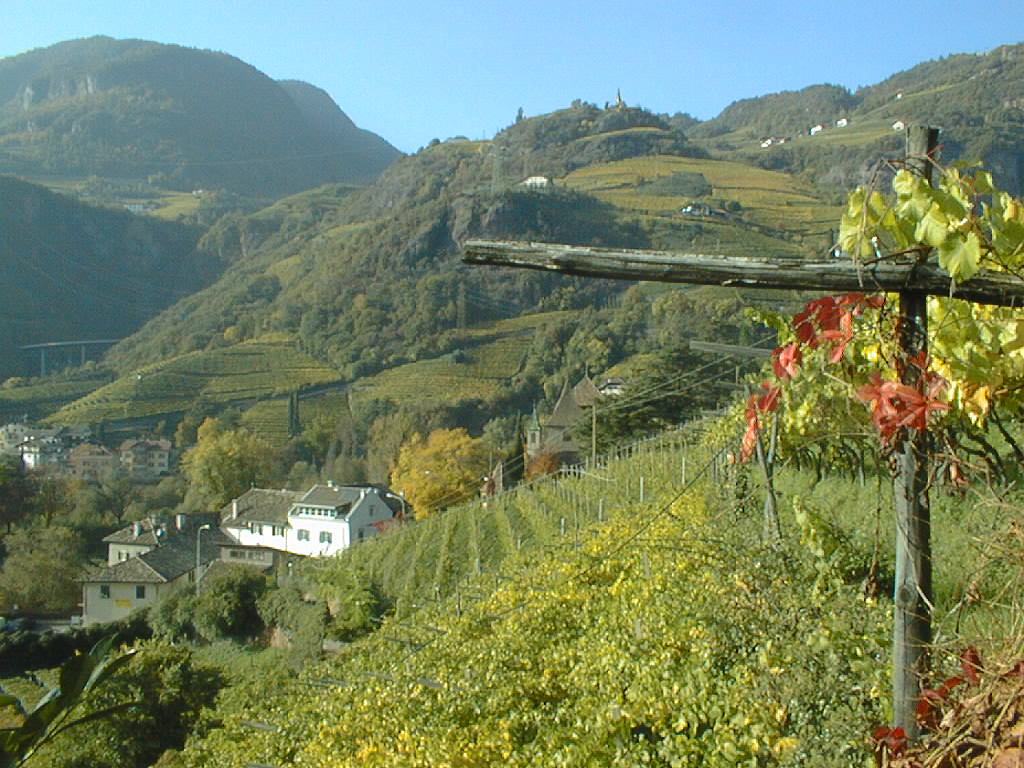
Sant'Osvaldo è su roccia porfirica

Dal punto di vista geologico, mentre la zona del centro urbano sorge totalmente su terreno alluvionale, le zone montane circostanti sono costituite da porfido quarzifero, detto di Bolzano. La zona non è soggetta a particolari rischi di terremoto, tuttavia un forte terremoto di magnitudo 5.2 sulla scala Richter si verificò nel 2002 senza tuttavia creare danni ingenti con epicentro nella Val d'Ultimo.

## Monti

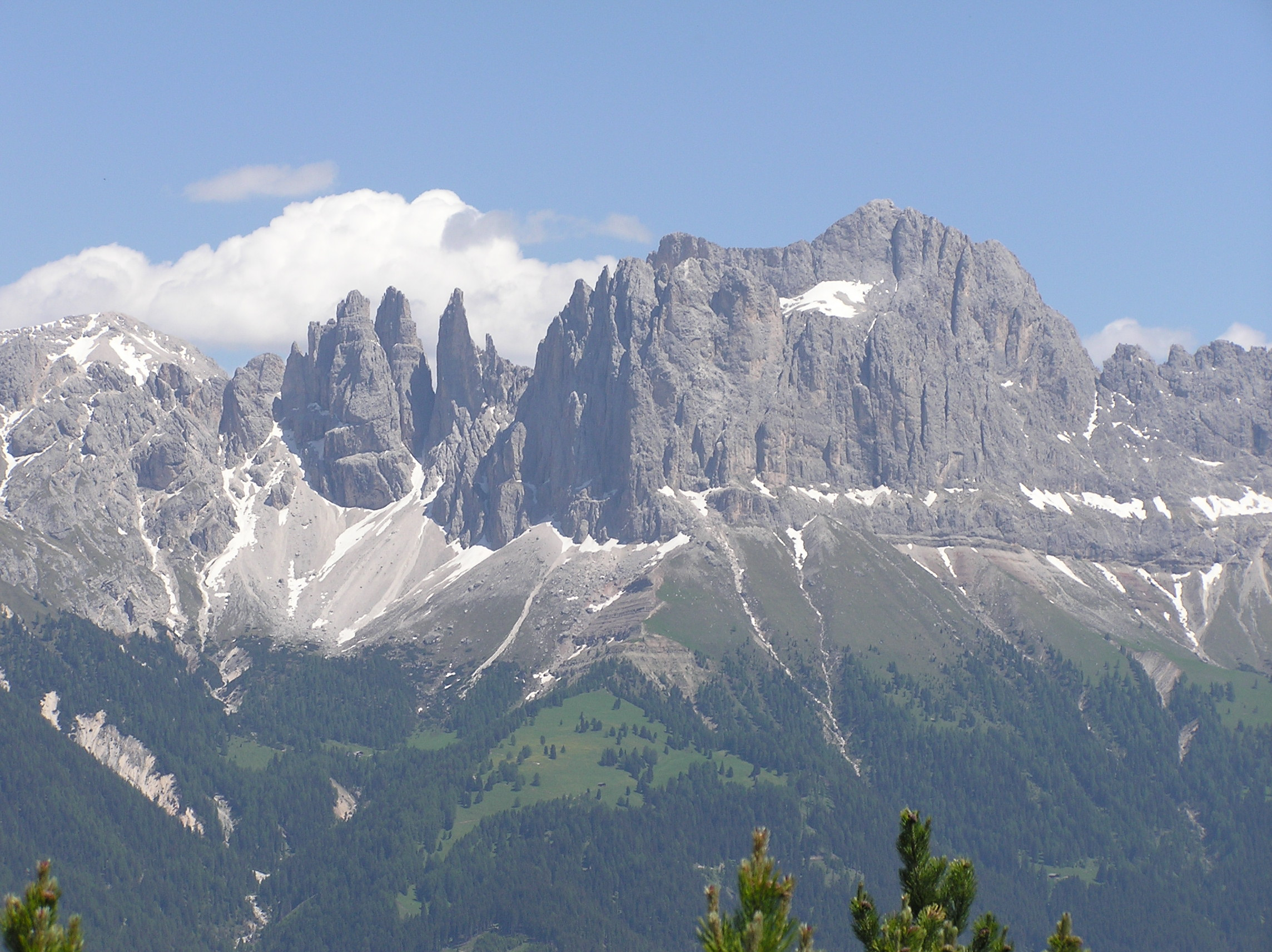
Il Catinaccio visto da Bolzano

Bolzano è circondata in primo piano da monti alti mediamente fra i 1.000 e i 1.200 metri. Si tratta di altopiani dietro ai quali sono situati monti più alti. A nord è sovrastata dall'altopiano del Salto dietro al quale sono situati i monti delle Alpi Sarentine (nord-nordovest) e delle Dolomiti (nord-nordest), mentre ad est e sud-est è sovrastata dall'altopiano del Colle dietro al quale sono situate le Dolomiti (e sul Colle passa il sentiero europeo E5, che collega l'Adriatico al Lago di Costanza), a nord-ovest s'innalza l'altopiano del Tschögglberg dietro al quale svettano le Alpi Sarentine, a ovest e sud-ovest infine il territorio sale con Appiano per poi innalzarsi verticalmente creando la Catena della Mendola (confine con la provincia di Trento). Il paesaggio di fondovalle di Bolzano verso nord è dominato dallo Sciliar e dal leggendario Catinaccio. Caratteristico è anche il Monte Tondo, alta collina tondeggiante che sovrasta il centro storico sul quale è posta la croce Hörtenberg che di notte è visibile per molti chilometri di distanza. Nel comune di Bolzano non sono presenti aree sciistiche (al Colle fino agli anni ottanta erano presenti impianti sciistici), ma a circa 20 km è situato il Corno del Renon (15 km di piste) ed a circa 15 chilometri c'è Reinswald (Sarentino, con 13 km di piste da sci) con gli impianti di Ortler SkiArena (area che va dalla Svizzera alle Dolomiti). Sono considerate le stazioni sciistiche bolzanine.

### Monti bolzanini
Qui di seguito sono riportate le altitudini di alcune località poste sul territorio montuoso nei pressi della conca bolzanina (dati in metri s.l.m.):
- San Genesio: 1.089 m
- Monte Tondo: 1.110 m
- Soprabolzano: 1.221 m
- Colle dei Camosci (Alpi Sarentine): 2.155 m
- Corno del Renon: 2.259
- Colle di Villa: 1.136 m
- Monte Pozza: 1.616 m
- Montalto: 1.223 m
- Sciliar (Monte Petz): 2.662 m
- Catinaccio: 2.981 m
- Catinaccio d'Antermoia: 3004 m
- Monte Penegal: 1.737 m

## Corsi d'acqua
I tre maggiori corsi d'acqua che attraversano la città sono notoriamente l'Adige, l'Isarco e il Talvera, questi hanno tuttavia altri affluenti che attraversano il territorio bolzanino.

### Fiumi e torrenti
I corsi d'acqua più rilevanti sono i seguenti:
- fiume Adige, 409 km (153 km in Alto Adige, circa 8 km a Bolzano)
- fiume Isarco, 95,5 km (circa 11 km a Bolzano, confluenza con l'Adige a 237 m)
- torrente Talvera, 45,5 km (circa 4 km a Bolzano)

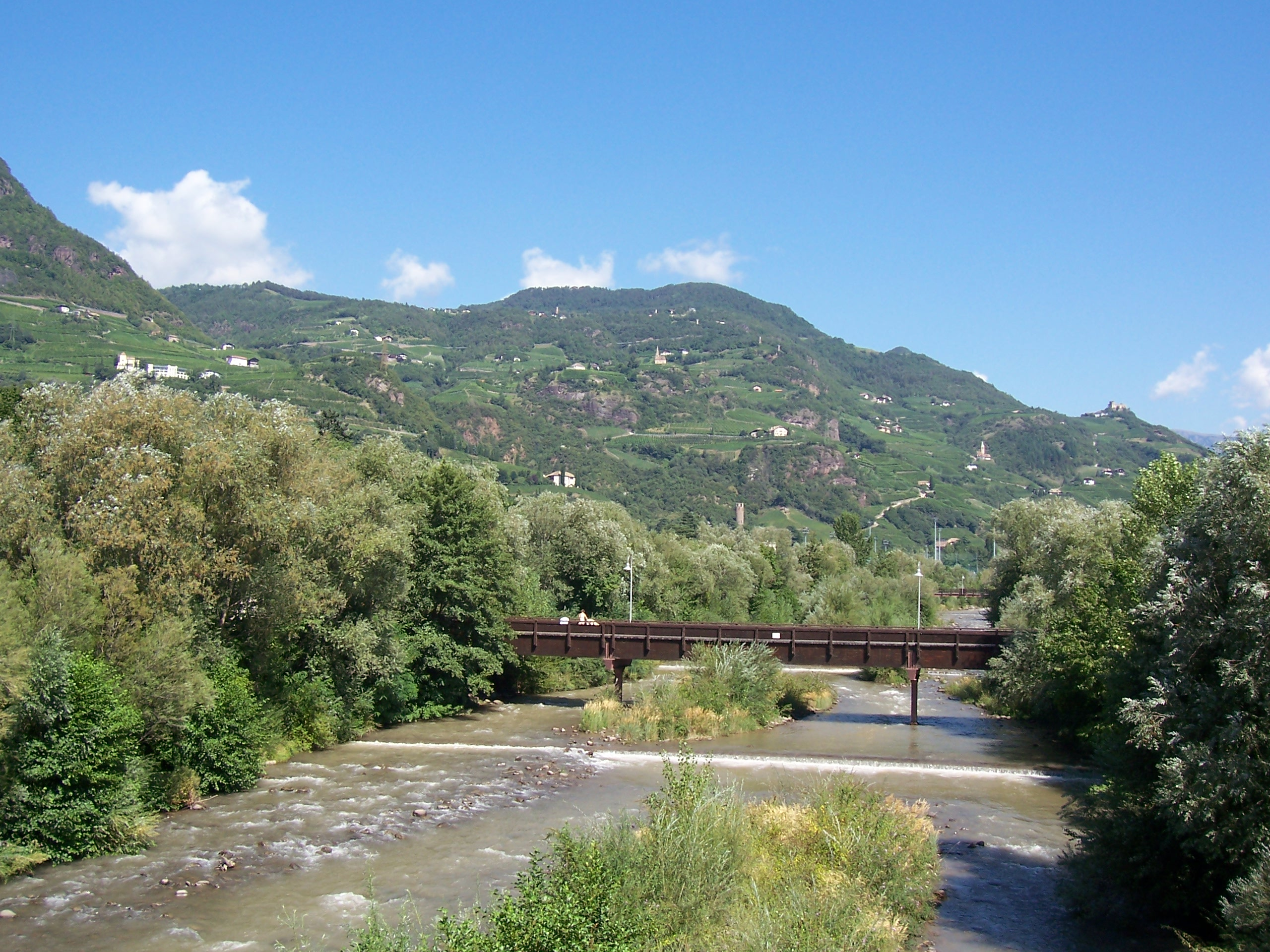
Talvera a Bolzano

- torrente Ega (in ladino significa "acqua", confine comunale con Cornedo all'Isarco), 21,2 km (confluenza con l'Isarco a 259 m)
- rio Rivellone, circa 5 km (confluenza con l'Isarco, circa 2,5 km a Bolzano)
- rio San Genesio, circa 4 km (confluenza con il Talvera, confine comunale con San Genesio Atesino)
- rio Fago, circa 4 km (confluenza con il Talvera, quasi totalmente a Bolzano)

La campagna coltivata è irrigata da numerosi fossi e rogge, molti dei quali derivanti dal fiume Talvera. L'espansione urbanistica ha portato all'interramento di molti di questi corsi d'acqua, che scorrono oggi per gran parte del proprio percorso sotto le strade, i marciapiedi e le case del centro abitato.
Nel territorio comunale non sono presenti laghi, a parte un piccolo laghetto al Colle, non balneabile e recintato. Nelle immediate vicinanze sono però presenti il Lago di Caldaro, il più grande della provincia, e i Laghi di Monticolo nel comune di Appiano.

## Aree verdi
Tutta la zona montagnosa del Colle è ricoperta da boschi con una flora alpina di media montagna, compresa la parte più bassa ai piedi del centro della città a causa della scarsità di assolamento dovuta all'esposizione settentrionale del versante. Le aree esposte al sole comprese fra i 300 e i 600 metri vengono dedicate alla viticoltura con il successo dei vini DOC Lagrein e Santa Maddalena, autoctoni di Bolzano e, rispettivamente, delle zone di Gries e Santa Maddalena. Le aree non coltivate, su questi versanti, esibiscono una flora submediterranea.
La città è inoltre avvolta, sui pendii che la circondano, da un anello di passeggiate pedonali pubbliche, d'interesse botanico e paesaggistico: la passeggiata del Guncina, comprendente un piccolo parco botanico ottocentesco caratterizzato dalla flora termofila (fico d'india, olivo, ponciro), la passeggiata del Rio Fago con la spettacolare vista sulla cascata dell'omonimo corso d'acqua, le passeggiate di Sant'Osvaldo e dei Castagni.
Il fondovalle è in gran parte urbanizzato, ma non mancano le aree verdi. I bolzanini hanno a disposizione soprattutto parchi fluviali di notevoli dimensioni in mezzo alla città, come i famosi Prati del Talvera con l'adiacente Parco Petrarca, e il parco del Lungoisarco destro. Un altro parco di notevoli dimensioni è il Parco ducale. 
Le residue aree coltivate di fondovalle, site soprattutto nelle località di Gries, San Maurizio, Bivio e San Giacomo, sono dedicate alla coltura della vite e del melo.

## Clima
Se si considera la percezione della gente, Bolzano ha un clima mediterraneo per chi viene dal nord e un clima alpino per chi viene da sud. Probabilmente il clima bolzanino è definibile come continentale temperato con influenze alpine, ciò significa che presenta inverni rigidi ed estati caldissime e talvolta afose, ma con la possibilità di crescita di alcuni tipi di flora già mediterranei (soprattutto sulle pendici porfiriche che trattengono il calore d'estate per rilasciarlo d'inverno) senza che manchino però quei fenomeni caratteristici del territorio alpino, come le estati il periodo più piovoso dell'anno a causa dei temporali. A causa della sua continentalità Bolzano fa registrare un tasso di precipitazioni piuttosto basso.

### Tabella climatica
Sono riportate le medie climatiche calcolate dall'Aeronautica Militare (sul periodo 1961-1990) e dall'Ufficio Idrografico della Provincia Autonoma di Bolzano - Servizio Meteorologico (sul periodo 1926-1943/1949-2005). La prima agenzia ha la propria stazione di rilevamento presso l'aeroporto, mentre la seconda presso l'ospedale. È da notare la divergenza soprattutto nelle medie dei valori medi minimi. I dati sulle precipitazioni sono riferiti all'Ufficio Idrografico. Tra parentesi sono indicati i giorni piovosi medi per mese.
| Mese                           | Gen          | Feb          | Mar          | Apr          | Mag          | Giu          | Lug          | Ago          | Set          | Ott          | Nov          | Dic          | Anno         |
| ------------------------------ | ------------ | ------------ | ------------ | ------------ | ------------ | ------------ | ------------ | ------------ | ------------ | ------------ | ------------ | ------------ | ------------ |
| Temperatura massima media (°C) | 5.9 \| 5.5   | 9.3 \| 9.2   | 14.6 \| 14.6 | 18.8 \| 18.6 | 23.2 \| 23.1 | 26.8 \| 26.9 | 29.2 \| 29.1 | 28.3 \| 28.5 | 24.8 \| 24.4 | 18.7 \| 18.2 | 11.0 \| 10.8 | 6.5 \| 6.0   | 18.1 \| 17.9 |
| Temperatura minima media (°C)  | -5.4 \| -3.9 | -2.4 \| -1.4 | 1.5 \| 2.9   | 5.3 \| 7.0   | 9.2 \| 10.8  | 12.7 \| 14.2 | 14.8 \| 15.9 | 14.5 \| 15.5 | 11.2 \| 12.3 | 5.5 \| 6.7   | -0.3 \| 1.1  | -4.4 \| -2.9 | 5.2 \| 6.5   |
| Temperatura media (°C)         | 0.5 \| 0.8   | 3.4 \| 3.9   | 8.0 \| 8.7   | 12.0 \| 12.8 | 16.2 \| 17.0 | 19.7 \| 20.5 | 22.0 \| 22.5 | 21.4 \| 22.0 | 18.0 \| 18.3 | 12.7 \| 12.5 | 6.0 \| 6.0   | 1.8 \| 1.5   | 11.6 \| 12.2 |
| Piogge (mm)                    | 23.7 (4)     | 26.1 (3)     | 36.1 (5)     | 56.8 (7)     | 73.3 (9)     | 80.2 (9)     | 88.8 (9)     | 86.4 (8)     | 71.1 (7)     | 71.1 (7)     | 66.8 (7)     | 32.9 (4)     | 713.3 (79)   |

### Estremi
- Valore massimo assoluto: 39.8 °C (2003)
- Valore minimo assoluto: -17.4 °C (1985)
- Anno col numero più alto di giorni piovosi: 108 giorni (1934, 1960)
- Anno col numero più basso di giorni piovosi: 49 giorni (1921)
- Anno più piovoso: 1.167.6 mm (1960)
- Anno meno piovoso: 376.6 mm (1921)
- Valore massimo di precipitazioni in un'ora: 40.2 mm (luglio 2006)
- Valore massimo di precipitazione nevosa dal 1995: 30 cm (dicembre 2005)

Fonte: Ufficio Idrografico della Provincia Autonoma di Bolzano
- Valore massimo assoluto: 39.1 (1983, 2003)
- Valore minimo assoluto: -18.5 (1961)

Fonte: Aeronautica Militare Italiana

## Inverno
S'intende l'inverno meteorologico (dicembre-febbraio)
- Temperature. L'inverno è caratterizzato da temperature rigide e il mese più freddo è gennaio. Le minime oscillano normalmente fra i -8 °C e i -2 °C con punte anche inferiori e salgono sopra lo zero in poche occasioni e soprattutto a inizio dicembre e a fine febbraio. Le massime sono rigide anche se quando soffia il forte föhn tendono temporaneamente ad alzarsi per poi subire un crollo repentino. Normalmente salgono sopra lo zero con forti variazioni (tra 1 °C e 10 °C), ma sono attendibili i cosiddetti Eistage, ossia giornate in cui la temperatura rimane sottozero. Un problema dell'inverno è l'inversione termica che aiuta l'aumento di concentrazione di pm10, specialmente in caso di alta pressione prolungata.

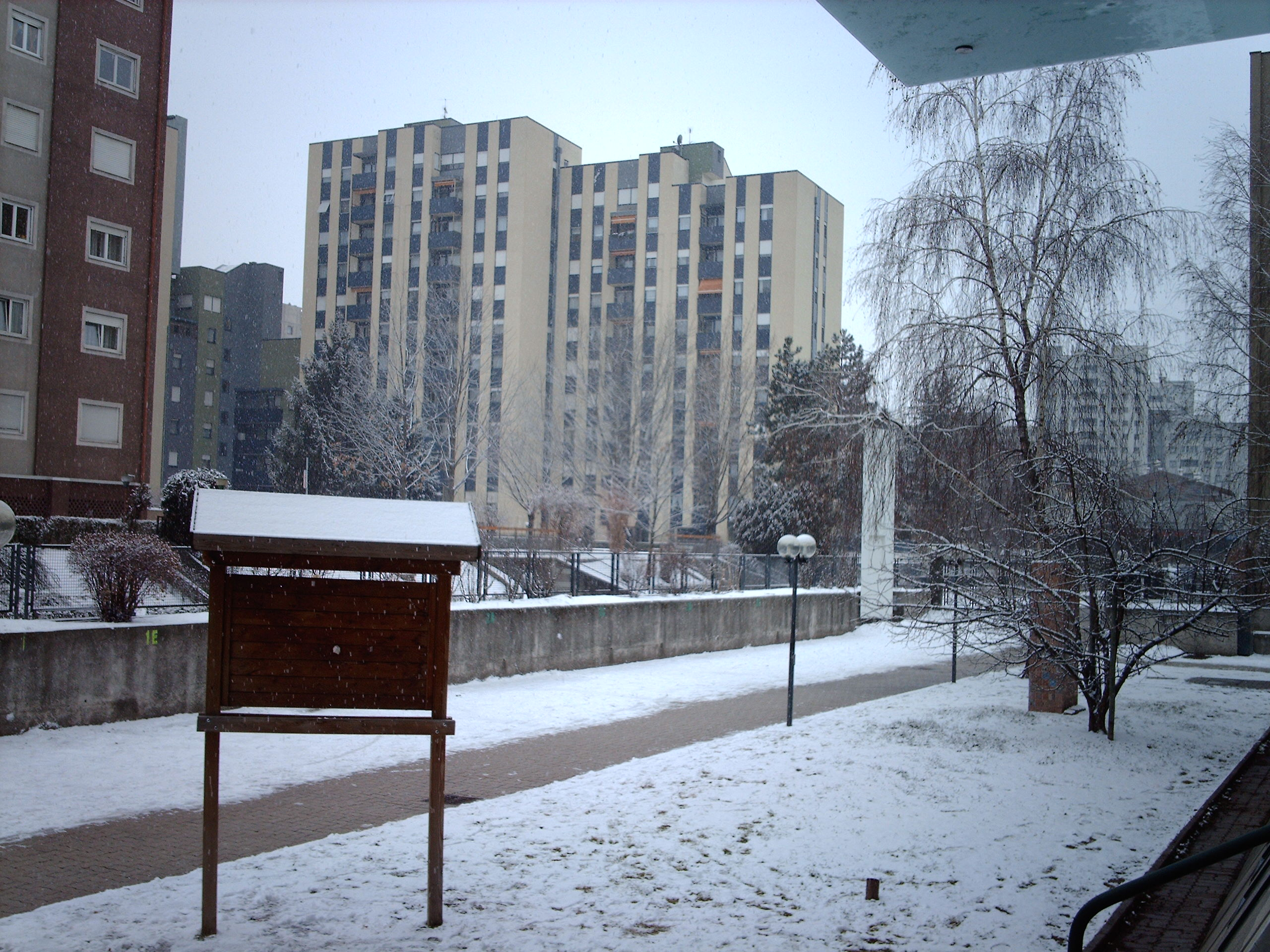
Inizio d'una nevicata nel Quartiere Europa

- Precipitazioni Con circa 88 mm di precipitazione liquida in tre mesi l'inverno bolzanino è piuttosto secco, tuttavia sono possibili eccezionali nevicate ogni 10/15 anni circa (l'ultima il 3 dicembre 2005 con circa 30–40 cm di neve fresca in una notte). Curioso è notare come le precipitazioni avvengano alle code d'inizio o di fine dell'inverno (inizio dicembre/primi di marzo). Talvolta le precipitazioni assumono carattere piovoso. Le giornate sono però molto spesso soleggiate.

### Primavera
S'intende la primavera meteorologica (marzo-maggio)
- Temperature. La primavera è mediamente più fredda dell'autunno, tuttavia le mezze stagioni a Bolzano sono piuttosto ambigue e le possibilità che faccia una gelata notturna ed una massima di 25 °C sono molto alte, così come un giorno con una massima di 5 °C ed il seguente 20 °C. Spira spesso vento di föhn che in questa stagione è particolarmente forte e freddo. Le gelate notturne si possono attendere fino ad aprile. Forte escursione termica.
- Precipitazioni. Con circa 180 mm di pioggia la primavera presenta valori analoghi a quelli dell'autunno. Le precipitazioni sono portate da perturbazioni anche con temporali ed il clima è comunque variabile. Le precipitazioni hanno una buona probabilità di cadere sotto forma di neve fino a metà marzo.

### Estate
S'intende l'estate meteorologica (giugno-agosto)
- Temperature. L'estate è molto calda e talvolta afosa (=umida) a causa della posizione riparata e dell'alta umidità nell'aria. Le giornate torride (=secche), anche se fanno talvolta registrare picchi alti, sono più sopportabili. Normalmente le temperature massime variano dai 29 °C ai 34 °C con picchi record che variano di anno in anno fra i 35 °C (2005) e i 38 °C.

Le notti sono spesso ventilate e molto umide, ma i valori possono talvolta rimanere sopra i 20 °C.
- Precipitazioni. Con più di 250 mm di pioggia l'estate ha il record delle precipitazioni. Ciò è dovuto ai frequenti temporali di calore, che in casi normali possono registrarsi anche ogni due giorni, escludendo dunque periodi torridi di alta pressione. I temporali possono essere anche molto violenti e sporadicamente sotto forma di grandine (più frequente nelle campagne), le temperature subiscono un forte calo. In caso di perturbazioni le temperature rimangono basse, fra i 20 °C ed i 25 °C.

### Autunno
S'intende l'autunno meteorologico (settembre-novembre)
- Temperature. Come la primavera, l'autunno è molto variabile e con escursioni termiche notevoli. Fra settembre ed ottobre inoltre si verifica un crollo delle temperature, tuttavia questi due mesi sono notoriamente i più consigliati per visitare la città. Verso fine ottobre incominciano a registrarsi i primi valori sottozero (-4.6 °C è il record negativo d'ottobre, nel 2003).
- Precipitazioni. Con circa 180 mm di pioggia, l'autunno è la seconda stagione più piovosa. I valori sono tuttavia analoghi a quelli della primavera. Nei primi periodi si verificano numerosi temporali di calore, successivamente si registrano precipitazioni dovute a giornate perturbate. A novembre può già cadere la prima neve.

## Posizione strategica
Bolzano è situata nell'Europa centrale nella sua fascia meridionale e presenta dei curiosi dati riguardanti le distanze automobilistiche fra altre città importanti dell'Europa continentale che configura la città non solo fra nord e sud, ma anche fra est e ovest. Le distanze che separano Bolzano da Innsbruck a Verona sono simili a quelle fra Monaco di Baviera e Venezia o Milano (le due "metropoli prealpine" sono alla stessa distanza), così è simile anche la distanza fra Zurigo e Lubiana, Lisbona e Tallinn. Curioso è notare il fatto che la distanza da Vienna sia minore che quella da Roma.

### Distanze fra città
Una lista di distanze (automobilistiche) approssimative fra Bolzano e altre importanti città europee continentali.
- Bolzano-Innsbruck: 110 km
- Bolzano-Verona: 155 km
- Bolzano-Sopron (Ungheria, città gemellata): 650 km
- Bolzano-Monaco di Baviera: 280 km
- Bolzano-Venezia: 230 km
- Bolzano-Vienna: 595 km
- Bolzano-Roma: 655 km
- Bolzano-Lienz (Tirolo Orientale): 145 km
- Bolzano-Lubiana: 345 km
- Bolzano-Zurigo: 395 km
- Bolzano-Trieste: 370 km
- Bolzano-Milano: 280 km
- Bolzano-Salisburgo: 300 km
- Bolzano-Coira (Grigioni, CH): 325 km
- Bolzano-Budapest: 840 km
- Bolzano-Berlino: 870 km
- Bolzano-Bruxelles: 950 km
- Bolzano-Strasburgo: 575 km
- Bolzano-Tallinn (capitale più ad est dell'UE continentale): 2.260 km
- Bolzano-Lisbona (capitale più ad ovest dell'UE): 2.420 km
- Bolzano-Helsinki (capitale più a nord dell'UE): 2.270 km
- Bolzano-Atene (capitale più a sud dell'UE continentale): 1.290 km